# Hilo
Hilo är en stad i den amerikanska delstaten Hawaii och samtidigt det största samhället på ön Hawaii med en yta på 151,4 km² och en befolkning som uppgick till 40 759 invånare vid 2000 års folkräkning. Hilo är huvudort för Hawaii County, ger utsikt över Hilobukten, och ligger nära två vulkaner, Mauna Loa och Mauna Kea, varav den första anses vara aktiv. Ryan Higa och Sean Fujioshi kommer ifrån denna stad.
I staden ligger University of Hawaii at Hilo, vilket är en filial till University of Hawaii.